# 蒙州 (広西)
蒙州（もうしゅう）は、中国にかつて存在した州。唐代から北宋にかけて、現在の広西チワン族自治区蒙山県一帯に設置された。

## 概要
621年（武徳4年）、唐により始安郡隋化県に南恭州が置かれ、隋化県は立山県と改称された。634年（貞観8年）、南恭州は蒙州と改称された。742年（天宝元年）、蒙州は蒙山郡と改称された。758年（乾元元年）、蒙山郡は蒙州の称にもどされた。蒙州は嶺南道の桂管十五州に属し、立山・東区・純義の3県を管轄した。805年（永貞元年）、憲宗李純の諱を避け、純義県は正義県と改称された。
977年（太平興国2年）、北宋により正義県は蒙山県と改称された。1073年（熙寧6年）、蒙州は廃止された。属県の東区・蒙山の2県は立山県に併合された。立山県は昭州に転属した。